# Federal (Argentyna)
Federal – miasto w Argentynie, w prowincji Entre Ríos, stolica departamentu o tej samej nazwie.
Według danych szacunkowych na rok 2010 miejscowość liczyła 16 075 mieszkańców.